# Río Las Estacas
Río Las Estacas es un río ubicado en el sector cordillerano de la comuna de Panguipulli, en la Región de los Ríos, Chile.

## Trayecto
El Río Las Estacas, es un río de corto trayecto que nace en los cerros ubicados al norte del lago Pirehueico. Este río fluye en dirección noreste a suroeste, hasta verter sus aguas en el lago. Se puede acceder a él solo por vía lacustre